# Wiktor Kupowiec
Wiktor Władimirowicz Kupowiec (ros. Виктор Владимирович Куповец, ur. 17 października 1963 w Rostowie nad Donem) – radziecki kolarz torowy i szosowy, złoty medalista torowych mistrzostw świata.

## Kariera
Największy sukces w karierze Wiktor Kupowiec osiągnął w 1983 roku, kiedy zdobył złoty medal w indywidualnym wyścigu na dochodzenie amatorów podczas mistrzostw świata w Zurychu. W wyścigu tym bezpośrednio wyprzedził Bernda Ditterta z NRD i kolejnego reprezentanta ZSRR - Dainisa Liepiņša. Startował także w wyścigach szosowych, zajmując między innymi piąte miejsce w klasyfikacji generalnej Tour du Maroc w 1983 roku. Nigdy nie wystartował na igrzyskach olimpijskich.